# Monte Waterman
Il Monte Waterman  (in lingua inglese: Mount Waterman) è una massiccia montagna alta 3.880 m, situata 5 km a nordest del Monte Wexler, nell'Hughes Range, catena montuosa che fa parte dei Monti della Regina Maud, in Antartide. 
Il monte fu scoperto e fotografato dal retroammiraglio Richard Evelyn Byrd durante il volo del 18 novembre 1929 per gettare le basi della sua prima spedizione verso il Polo Sud (1928-30). Fu poi ispezionato nel 1957-58 dal geofisico Albert P. Crary (1911-1987), che ne assegnò la denominazione in onore di Alan Tower Waterman, direttore della National Science Foundation, che aveva direttamente supportato i programmi di esplorazione antartica degli Stati Uniti d'America nel 1957-58 durante l'Anno geofisico internazionale e anche successivamente.